# Piura (tỉnh)
Tỉnh Ayabaca (tiếng Tây Ban Nha: Provincia de Ayabaca) là một tỉnh thuộc vùng Piura của Peru. Tỉnh Ayabaca có diện tích 5231 km², dân số thời điểm theo điều tra dân số ngày 11 tháng 7 năm 1993 là 131310 người. Tỉnh lỵ đóng ở Ayabaca.